# Egbertus Gerhardus Wentink (1874-1948)
Egbertus Gerhardus Wentink (Schalkwijk, 7 februari 1874 - Naarden, 7 november 1948) was een Nederlandse architect.
Wentink stamde uit een geslacht waarin diverse leden vanaf de tweede helft van de 19e eeuw architect waren. Onder anderen zijn vader Egbertus Gerhardus Wentink (1843-1911) en zijn broer Johan Cornelis Wentink (1879-1960) hadden dit beroep. 

## Bekende werken

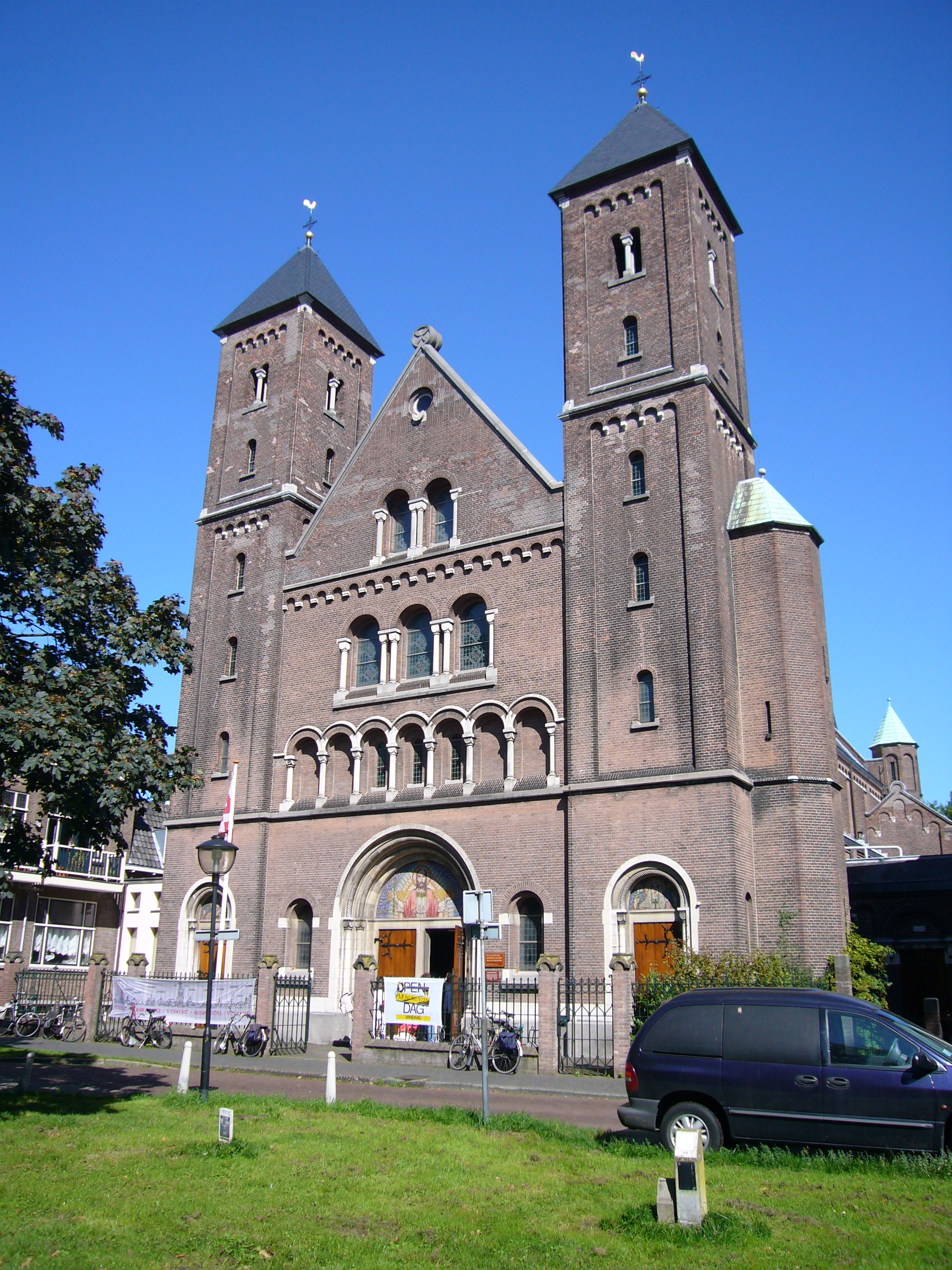
Sint-Gertrudiskathedraal

- Villa Bottesteyn inclusief koetshuis te Geldermalsen, 	1903 (rijksmonument[2][3])
- Restauratie en uitbreiding Kasteel Nijenrode in Breukelen, 1907-1920
- Voormalige burgemeesterswoning aan de Poortdijk 30 in IJsselstein, 1910[4]
- Grafische school aan de Jutfaseweg 3A in Utrecht, 1909 (rijksmonument[5])
- Boerderijcomplex De reizende man te Maarssen, 1912-1913 (rijksmonument[6])
- Sint-Gertrudiskathedraal met pastorie in Utrecht, 1912-1914 (rijksmonument[7][8])
- Verbouwingen voormalige raadhuis van de gemeente Bunnik (1913-1915)[9]